# Turbine (film)
Turbine è un film del 1941 diretto da Camillo Mastrocinque.

## Trama
Giovanna lascia per una breve vacanza marito e figlio e casualmente ritrova un vecchio fidanzato che frequenta cattive compagnie e si ritrova in serie difficoltà. Impietosita accetta un ultimo incontro prima di tornare a casa ma i complici uccidono l'uomo e nella confusione della fuga lei perde la borsetta che viene ritrovata dalla polizia.
Il marito viene informato della storia e allontana la donna impedendole anche di vedere il figlio. Solo grazie all'intervento del sacerdote sarà possibile una riconciliazione tra i due.

## Distribuzione
Il film venne distribuito nel circuito cinematografico il 24 ottobre del 1941.